# Katarzyna Wołoszyn
Katarzyna Wołoszyn (* 5. Oktober 1995) ist eine polnische Biathletin und ehemalige Skilangläuferin.
Katarzyna Wołoszyn startet zunächst für KS Szrenica Szklarska Poręba, mittlerweile für MKS Karkonosze Jelenia Góra. Seit 2010 startete sie zunächst auf nationaler wie internationaler Ebene in Bürger- und FIS-Rennen im Skilanglauf, konnte bis 2012 jedoch keine nennenswerten Resultate erreichen und wechselte daraufhin zum Biathlonsport. Hier wurden die Biathlon-Europameisterschaften 2014 in Nové Město na Moravě zum ersten internationalen Einsatz. Im Einzel lief sie auf den 42. Platz bei den Juniorinnen und wurde danach für das Staffelrennen an die Seite von Maria Bukowska, Beata Lassak und Anna Mąka ins Frauenteam berufen, mit dem sie Elfte wurde. Als Schlussläuferin musste sie nach Fehlern im Stehendanschlag zwei Strafrunden laufen.